# UnitedHealthcare Professional Cycling Team
UnitedHealthcare Professional Cycling Team (código UCI: UHC) fue un equipo ciclista de categoría Profesional Continental de Estados Unidos. Al no encontrar un patrocinador el equipo desapareció a finales de la temporada 2018.

## Historia
Fue creado en 2003 perteneciendo a la 3.ª división de equipos que establecía la UCI. En 2005, al instaurarse los circuitos continentales, pasó a ser equipo continental, logrando el primer lugar en el UCI America Tour.
Durante las temporadas 2006 y 2007 el equipo subió una categoría y fue Continental Profesional cayendo de nuevo a la categoría continental en 2008.
En 2009 con la llegada de un nuevo patrocinador (Ouch) el nombre del equipo cambió y en sus filas estuvo Floyd Landis luego de volver de la suspensión por dopaje.
En 2010 por un nuevo cambio de patrocinador el equipo se llamó UnitedHealthcare presented by Maxxis.
A mediados de 2010 el equipo solicitó pasar a ser otra vez profesional continental para la temporada 2011 y anunció que reforzaría la plantilla con tres fichajes Davide Frattini, Chris Jones y Scott Zwizanski. En septiembre confirmó los fichajes de dos ciclistas ProTour, Robert Förster (Team Milram) y Christian Meier (Garmin-Transitions) además del holandés Boy van Poppel del Rabobank continental.  El 5 de octubre la UCI anunció parte de la lista de equipos para la temporada 2011 y UnitedHealthcare fue aceptado dentro de esa categoría y un nuevo fichaje fue anunciado, el británico Charles Wegelius (Omega Pharma-Lotto).
Desde el año 2011 el equipo participa en la categoría Profesional Continental, siendo uno de los equipos más representativo de Estados Unidos en esta categoría.
Finalmente al terminar la temporada 2018, el equipo no pudo encontrar un nuevo patrocinador para la temporada 2019 y por problemas financieros el equipo desapareció.

## Material ciclista
Para la temporada 2017 el equipo utiliza bicicletas Orbea, equipadas con grupos y ruedas Shimano Dura-Ace.

## Clasificaciones UCI
A partir de 1999 y hasta 2004 la UCI establecía una clasificación por equipos divididos en categorías (primera, segunda y tercera). La clasificación del equipo y de su ciclista más destacado fue la siguiente:
| Año  | Categoría | Clasificación por equipos | Mejor corredor | Posición |
| 2003 | Tercera   | 43.º                      | Michael Sayers | 802.º    |
| 2004 | Segunda   | 9.º                       | John Lieswyn   | 498.º    |

A partir de 2005 la UCI instauró los Circuitos Continentales UCI, donde el equipo ha estado participando desde que se creó dicha categoría. Ha participado principalmente en las carreras del UCI America Tour, aunque también participó de los circuitos restantes. Las clasificaciones del equipo y de su ciclista más destacado fueron las que siguen:

### UCI America Tour
| Temporada | Clasificación por equipos | Mejor corredor  | Posición |
| 2005      | 1.º                       | Chris Wherry    | 3.º      |
| 2005-2006 | 5.º                       | Greg Henderson  | 6.º      |
| 2006-2007 | 8.º                       | Frank Pipp      | 39.º     |
| 2007-2008 | 11.º                      | Kirk O'Bee      | 38.º     |
| 2008-2009 | 15.º                      | Andrew Pinfold  | 57.º     |
| 2009-2010 | 10.º                      | Marc de Maar    | 45.º     |
| 2010-2011 | 7.º                       | Robert Förster  | 27.º     |
| 2011-2012 | 3.º                       | Rory Sutherland | 1.º      |
| 2012-2013 | 1.º                       | Kiel Reijnen    | 4.º      |
| 2013-2014 | 6.º                       | Kiel Reijnen    | 4.º      |
| 2015      | 4.º                       | Kiel Reijnen    | 9.º      |
| 2016      | 8.º                       | Marco Canola    | 30.º     |
| 2017      | 3.º                       | Gavin Mannion   | 6.º      |
| 2018      | 1.º                       | Gavin Mannion   | 1.º      |

### UCI Oceania Tour
| Temporada | Clasificación por equipos | Mejor corredor  | Posición |
| 2005-2006 | 5.º                       | Greg Henderson  | 10.º     |
| 2006-2007 | 2.º                       | Karl Menzies    | 2.º      |
| 2007-2008 | 6.º                       | Rory Sutherland | 8.º      |
| 2008-2009 | 19.º                      | Karl Menzies    | 37.º     |
| 2009-2010 | 27.º                      | Jonathan Clarke | 82.º     |
| 2011-2012 | 15.º                      | Jake Keough     | 44.º     |
| 2013-2014 | 10.º                      | Karl Menzies    | 43.º     |
| 2015      | 9.º                       | John Murphy     | 33.º     |
| 2016      | 7.º                       | Jonathan Clarke | 27.º     |
| 2017      | 13.º                      | Travis McCabe   | 50.º     |

### UCI Europe Tour
| Temporada | Clasificación por equipos | Mejor corredor  | Posición |
| 2010-2011 | 65.º                      | Rory Sutherland | 369.º    |
| 2011-2012 | 40.º                      | Boy van Poppel  | 72.º     |
| 2012-2013 | 89.º                      | Jacob Keough    | 510.º    |
| 2013-2014 | 48.º                      | Marc de Maar    | 77.º     |
| 2015      | 69.º                      | Daniele Ratto   | 203.º    |
| 2016      | 123.º                     | Janez Brajkovič | 1018.º   |
| 2017      | 84.º                      | Jonathan Clarke | 596.º    |
| 2018      | 109.º                     | Serghei Țvetcov | 757.º    |

### UCI Asia Tour
| Temporada | Clasificación por equipos | Mejor corredor   | Posición |
| 2010-2011 | 20.º                      | Robert Förster   | 23.º     |
| 2011-2012 | 24.º                      | Jacob Keough     | 18.º     |
| 2012-2013 | 27.º                      | Jacob Keough     | 38.º     |
| 2013-2014 | 18.º                      | Robert Förster   | 48.º     |
| 2015      | 27.º                      | Marco Canola     | 91.º     |
| 2016      | 13.º                      | Daniel Jaramillo | 33.º     |
| 2017      | 13.º                      | Daniel Jaramillo | 69.º     |
| 2018      | 14.º                      | Serghei Țvetcov  | 16.º     |

### UCI Africa Tour
| Temporada | Clasificación por equipos | Mejor corredor     | Posición |
| 2011-2012 | 21.º                      | Jay Robert Thomson | 127.º    |
| 2017      | 16.º                      | Christopher Jones  | 74.º     |

## Palmarés
Para años anteriores, véase Palmarés del UnitedHealthcare.

### Palmarés 2018

#### Circuitos Continentales UCI
| Fechas           | Circuito              | Carreras                             | Ganador         |
| 20 de abril      | UCI America Tour 2018 | 3.ª etapa del Tour de Gila (CRI)     | Serghei Țvetcov |
| 22 de abril      | UCI America Tour 2018 | 5.ª etapa del Tour de Gila           | Gavin Mannion   |
| 1 de junio       | UCI Asia Tour 2018    | 3.ª etapa del Tour de Corea          | Serghei Țvetcov |
| 3 de junio       | UCI Asia Tour 2018    | Tour de Corea                        | Serghei Țvetcov |
| 15 de junio      | UCI America Tour 2018 | 3.ª etapa del Tour de Beauce (CRI)   | Serghei Țvetcov |
| 13 de julio      | UCI America Tour 2018 | Chrono Kristin Armstrong (CRI)       | Serghei Țvetcov |
| 7 de agosto      | UCI America Tour 2018 | 1.ª etapa del Tour de Utah           | Travis McCabe   |
| 9 de agosto      | UCI America Tour 2018 | 3.ª etapa del Tour de Utah           | Travis McCabe   |
| 17 de agosto     | UCI America Tour 2018 | 2.ª etapa del Colorado Classic (CRI) | Gavin Mannion   |
| 19 de agosto     | UCI America Tour 2018 | 4.ª etapa del Colorado Classic       | Travis McCabe   |
| 19 de agosto     | UCI America Tour 2018 | Colorado Classic                     | Gavin Mannion   |
| 20 de septiembre | UCI Europe Tour 2018  | 2.ª etapa del Tour de Rumania        | Serghei Țvetcov |
| 23 de septiembre | UCI Europe Tour 2018  | Tour de Rumania                      | Serghei Țvetcov |

## Plantilla
Para años anteriores, véase: Plantillas del UnitedHealthcare

### Plantilla 2018
| Nombre                | Nacimiento | Nacionalidad   | Equipo 2017         |
| Janier Acevedo        | 06/12/1985 | Colombia       | UnitedHealthcare    |
| Carlos Alzate         | 23/03/1983 | Colombia       | UnitedHealthcare    |
| Alexander Cataford    | 01/09/1993 | Canadá         | UnitedHealthcare    |
| Jonathan Clarke       | 18/12/1984 | Australia      | UnitedHealthcare    |
| Daniel Eaton          | 04/07/1993 | Estados Unidos | UnitedHealthcare    |
| Lucas Sebastián Haedo | 18/04/1983 | Argentina      | UnitedHealthcare    |
| Adrian Hegyvary       | 15/01/1984 | Estados Unidos | UnitedHealthcare    |
| Daniel Jaramillo      | 15/01/1991 | Colombia       | UnitedHealthcare    |
| Luke Keough           | 10/08/1991 | Estados Unidos | UnitedHealthcare    |
| Gavin Mannion         | 24/08/1991 | Estados Unidos | UnitedHealthcare    |
| Eric Marcotte         | 08/02/1980 | Estados Unidos | Cylance Cycling     |
| Travis McCabe         | 12/05/1989 | Estados Unidos | UnitedHealthcare    |
| Lachlan Norris        | 2101/1987  | Australia      | UnitedHealthcare    |
| Tanner Putt           | 21/04/1992 | Estados Unidos | UnitedHealthcare    |
| Serghei Țvetcov       | 29/12/1988 | Rumania        | Jelly Belly         |
| Hugo Velázquez        | 16/07/1992 | Argentina      | Tusnad Cycling Team |